# مانرک میل (کارولینای جنوبی)
مانرک میل(به انگلیسی: Monarch Mill) شهری در ایالت کارولینای جنوبی کشور ایالات متحده آمریکا است که جمعیت آن در سرشماری سال ۲۰۱۰ میلادی، ۱٬۸۱۱ نفر بوده‌است.